# Gesamtschüler*innenvertretung Bremen

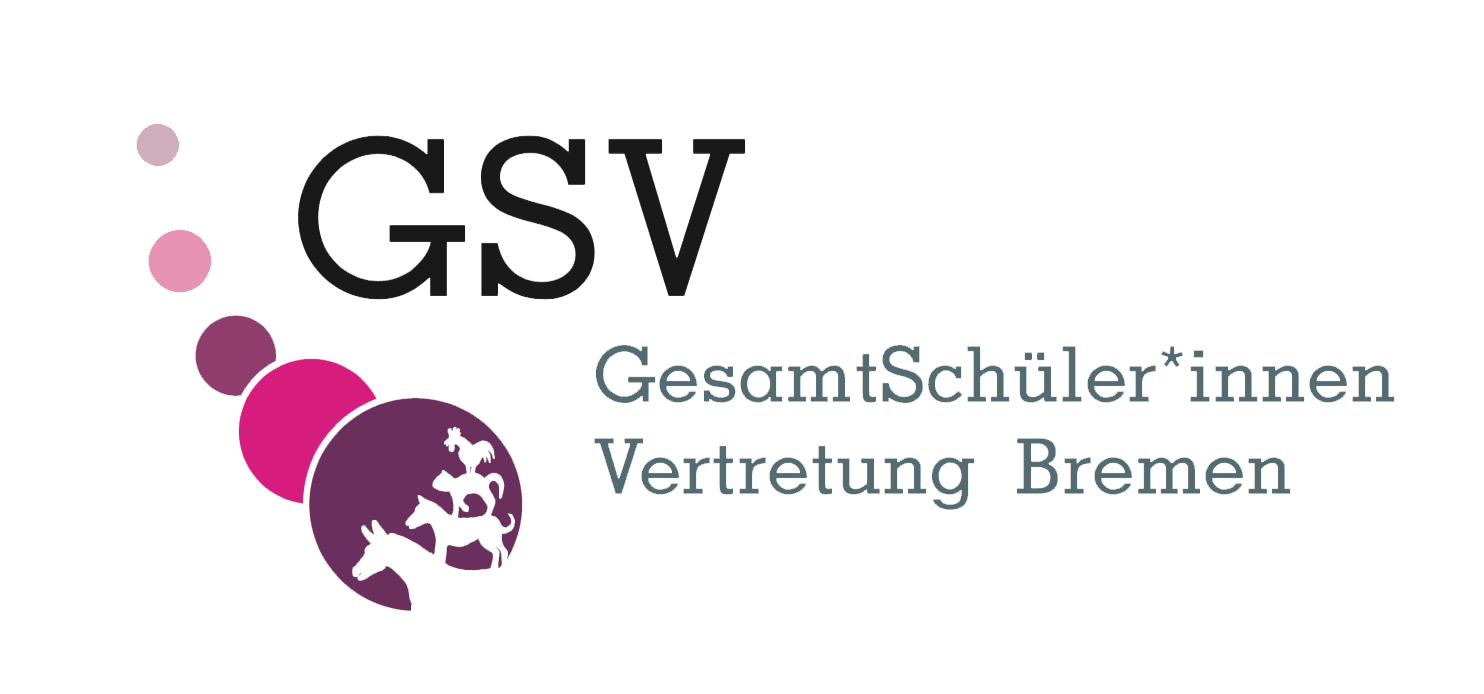
Logo der GSV Bremen

Die Gesamtschüler*innenvertretung Bremen, kurz GSV Bremen, ist die Vertretung der Schüler in Bremen. Gemeinsam mit dem Stadtschüler*innenring (SSR) Bremerhaven bildet sie die Landesvertretung der Schüler in Bremen.

## Aufgaben
Die GSV Bremen ist als „sachverständige Institution“ ständiger Gast in der Deputation für Bildung in Bremen. Als ständiger Gast hat sie keinen direkten Einfluss auf die Entscheidungsfindung im Sinne eines Stimmrechts, verfügt aber über ein Rederecht.
Alle weiteren Aufgaben der GSV Bremen lassen sich lediglich abstrakt in „Vertretung der Schüler in Bremen“ zusammenfassen. Was dies im konkreten Fall bedeutet, welche Projekte die GSV Bremen verfolgt, welche Positionen sie vertritt usw. hängt ausschließlich an der jeweiligen Besetzung des Vorstandes.

## Struktur
Die GSV Bremen agiert in erster Linie in Form ihres 13-köpfigen Vorstandes. Der Vorstand hat das Recht, während seiner Periode im Namen der GSV Bremen zu sprechen und öffentlich aufzutreten. Nach der überarbeiteten Geschäftsordnung von 2004 tagt der Vorstand offen, sodass alle Schüler in Bremen teilnahme- und stimmberechtigt sind. Die Entscheidungen im Vorstand werden mit einfachem Mehrheitsbeschluss der anwesenden Vorstandsmitglieder gefasst, wobei die Geschäftsordnung dazu weitere Regelungen enthält. Allen interessierten schulisch Lernenden ab dem 5. Schuljahr steht die Möglichkeit offen, sich auf einen Platz im Vorstand zur Wahl zu stellen.
Der Vorstand wird jedes Jahr aufs Neue von Vertretern der Schülervertretungen der einzelnen Schulen auf einer sogenannten Parlamentssitzung gewählt. Auf dieser sind die GSV-Delegierten der einzelnen Schulen nach § 79 BremSchVwG wahlberechtigt.
Die GSV Bremen beteiligt sich zwar an einigen bundesweiten Treffen, ist aber seit ihrem Austritt am 15. Dezember 2018 kein Mitglied der Bundesschülerkonferenz mehr.

## Inhaltliche Ausrichtung
Die GSV Bremen hat keine vorgeschriebene oder beschlossene inhaltliche Ausrichtung. Als Vertretung der Schüler in Bremen ist vielmehr jeder Vorstand erneut vor die Frage gestellt, wie er sich positionieren will. In der Bremer Schullandschaft genießt die GSV den Ruf einer linksgerichteten Gruppierung.
Teil der Vorstandssitzungen ist allerdings immer auch die kritische, diskutive Auseinandersetzung mit Schule und ihren Existenzbedingungen. Die regelmäßigen Teilnehmer der Vorstandssitzungen der GSV Bremen verstehen sich daher auch als inhaltliche Begleitung verschiedener Schülerprojekte in Bremen. So kommt es, dass sich die GSV durchaus nicht auf alle Aktionen und Projekte nur positiv bezieht, sondern immer wieder auch Verbesserungsvorschläge und Unterstützungen anbietet.

## Projekte
Die Hauptarbeit der GSV Bremen besteht in ihren Projekten. Die GSV arbeitet dabei mit verschiedensten Schülergruppierungen in Bremen zusammen und organisiert u. a. Schulstreiks, Workshoptage, SV-Aufbautreffen, Parlamentssitzungen und Vernetzungstreffen.

### Regelmäßige Projekte
- Die Parlamentssitzungen: Die Parlamentssitzung der GSV findet 2–4 Mal im Jahr statt. Dort versammeln sich Vertreter der Bremer Schüler*innenvertretungen. Die GSV berichtet woran sie im Moment arbeiten bzw. woran sie in der vernangenen Zeit gearbeitet haben. Wenn die Zeit besteht gibt es auch noch Workshops und eine Austauschphase, bei der sich die SVen der Schulen miteinender über ihre Projekte, Probleme und Lösungsansätze austauschen. Die Schüler*innenvertretungen jeder Bremer Schule darf eine Vertretende Person pro „angefangene“ 400 Schüler schicken.
- Der GSV-Infotag: Beim GSV-Infotag, der mittlerweile fast jährlich stattfindet, lädt die GSV Bremen kostenlos alle Schüler aus Bremen und umzu zu einem umfangreichen Workshoptag ein. Themen der Workshops sind z. B. Rassismus an Schulen oder Effektive SV-Arbeit.[4] Der GSV-Infotag geht einen ganzen Tag lang, die Schüler sind hierfür vom Unterricht freigestellt. Ziel des Infotages ist es, interessierte Schüler über die GSV zu informieren und zur Mitarbeit zu gewinnen.

### Neue/Unregelmäßige Projekte
- Schulstreik 2010: Im Jahr 2010 hat die GSV das „Bremer SchülerInnenbündnis“, das nach eigenen Angaben aus 40 Schülern aus zirka 15 Schulen bestand, gegründet und andere Gruppen und Einzelpersonen dazu eingeladen.[5] Das Bremer SchülerInnenbündnis hat anschließend am 28. Januar 2010 einen Schulstreik in Bremen organisiert, an dem nach Polizeiangaben zirka 700 Schüler teilnahmen.[6]
- Bremer Bündnis für Bildung: Das Bremer Bündnis für Bildung ist bis heute ein Bündnis aus der GSV Bremen, der Gewerkschaft Erziehung und Wissenschaft (GEW) Bremen und dem ZentralElternBeirat (ZEB) Bremen. Das Bündnis wurde zum Zweck der Organisierung von Protest gegen die Kürzungen im Bildungsetat in Bremen geschlossen.
Das Bündnis selbst hat eine Petition gegen die Kürzungen gestartet, hatte seine hauptsächliche Wirkung aber als Organisationsgrundlage für Fort.Bildung. Durch das Bündnis verlief die Front bei den Schulbesetzungen von Fort.Bildung nicht zwischen Schülern, Lehrern und Eltern untereinander, sondern zwischen dem Bündnis aus Schülern , Lehrern und Eltern auf der einen und der Bildungsbehörde auf der anderen Seite.[7]
Auch nach dem Zerfall des Kollektivs Fort.Bildung blieb das Bremer Bündnis für Bildung allerdings durch weitere Aktionen aktiv, so z. B. am 12. Dezember 2012 und 18. Juni 2013.[8]
- Fort.Bildung 2011: Fort.Bildung war ein Schülerkollektiv, welches nicht direkt von der GSV Bremen initiiert, aber ab dem 3. Gründungstag maßgeblich von der GSV getragen wurde. Der Anspruch des Kollektivs war es, sämtliche Entscheidungen gemeinsam im Konsens zu treffen und alle Schüler an den Entscheidungsprozessen und den daraus folgenden Aktionen teilhaben zu lassen. Entstanden ist Fort.Bildung im Zuge der anstehenden Kürzungen im Bildungsetat zu Beginn des Schuljahres 2011/12 und der folgenden Lehrerstellenkürzungen in Bremen.
Mitte September begann das Kollektiv, Bremer Schulen zu besetzen. Bei den Besetzungen wurde in der Schule von den anwesenden Schülern Essen gekocht. Es gab verschiedene Workshops, die auch die GSV Bremen organisierte, und viele Schüler schliefen anschließend auch in der Schule. Nachdem zunächst eine Schule besetzt wurde, zogen die Schüler am nächsten Tag in eine andere Schule weiter, bis am Ende insgesamt vier Schulen in Bremen besetzt wurden.[9]
- YoDA-Bündnis 2012: „Young Despaired: Awake!“ war das Motto des YoDA-Bündnisses 2012. Diesem Bündnis ging es primär darum, inhaltlich klar Stellung zu beziehen und sich auch von vergangenen Aktionen abzugrenzen. Die Mitglieder des YoDA-Bündnisses haben sich viel auch mit dem Schulsystem auseinandergesetzt.
Das YoDA-Bündnis hat im November 2012 um den GSV-Infotag herum eine Aktionswoche organisiert, bei der die verschiedenen bekannten Aktionsformen neu umgesetzt wurden. Auch dabei war ein Schulstreik und eine kurze Schulbesetzung.[10] Die GSV beteuerte aber auf spätere Kritik an den Aktionsformen des YoDA-Bündnisses, das YoDA und die GSV Bremen nichts miteinander zu tun hätten.
- SV- und Workshoptag 2013: Um sich verstärkt auch den einzelnen Schülervertretungen (SVen) in Bremen zu widmen, organisierte die GSV am 18. Juni 2013 einen SV- und Workshoptag, zu dem die Schülervertretungen, sowie alle anderen interessierten Schüler eingeladen wurden. Bei dieser Aktion ging es darum, die sehr versprenkelten SVen in Bremen zusammenzuführen, miteinander zu vernetzen und an einigen Stellen auch beim Aufbau neuer SVen zu helfen.

Außerdem wurden Workshops zu Nationalismus in der Schule, Schulkritik und dem Geschlechterrollenverhältnis angeboten.